# هارونی
هارونی، یک طایفه از شاخۀ چهارلنگ در ایل بختیاری است.

## تقسیمات ایلی
1. عیسی یاری
2. سیسته
3. سیمی سمال
4. ملاوند
5. رُکان
6. اولاد برات
7. دهنوی (اولاد نظر)[۳]

## تاریخچه
هارونی در زمره ۹ طایفۀ کهن در مردم بختیاری است که برای نخستین بار در تألیفات قرن هفتم در خصوص وقایع نیمۀ دوم قرن پنجم هجری از آن به عنوان یکی ازطوایف بیست و شش‌گانۀ بختیاری نام برده شد.
مناطقی در سرزمین بختیاری به نام این دسته از قبایل کهن وجود دارد ازجمله ناحیه گتوند و بتوند وعقیلی  و بالاخره هارونی و با وجود آنکه نام‌های تاریخی این نواحی از تعلق اولیه آن‌ها به طوایفی که اسامی مزبور خاص ایشان بوده‌است خبر می‌دهد، ساکننان این مناطق امروزه از قبایل دیگری می‌باشند و منطقه دیرینه‌ای که در چهارمحال به نام هارونی (شهرکرد) شناخته می‌شود امروز اقامت گاهی مختلط از طوایف چهار و هفت لنگ است.
زیرا طایفه هارونی زیر مجموعه هیچ طایفه ای نمی باشد ، به این دلیل که قدمت آن از دیگر طایفه های چهارلنگ بیشتر می باشد.

## پراکندگی جغرافیایی
- ییلاق: شهرستان‌های شهرکرد، فریدن، شهرستان فریدون‌شهر و چادگان

- قشلاق: شهرستان‌های دزفول و شوشتر در استان خوزستان[۵]

## مراکز استقرار
امروزه اقامتگاهای اصلی باب هارونی بالغ بر۵ منطقه در سردسیر؛ و ۳منطقه در گرمسیر است پنج منطقه سردسیر عبارت است از: کمیتک، میدانک، آزادگان، جمالو، قلعه شاهرخ در حوالی فریدن و شهر هارونی در شهرستان شهرکرد در استان چهارمحال و بختیاری و دومنطقه گرمسیر عبارت است از سردارآباد و چهاربیشه درحوالی شوشتر و چمبره در سردشت دزفول است، هارونیان در گذشته
در اندیکا و لالی و منطقه هارونی و علی گودرز و شاه بلاغ اقامت و مالکیت داشتند، اکنون در سردسیر استقرار عشیرتی و قبیلوی طایفه مذکور از تمرکز بیشتری برخوردار است که در سردسیر عبارتند از میدانک، کمیتک (دهستان) جمالی، قلعه شاهرخ، بردِشه(سنگ سیاه) و
و شهرک جوی آباد و یزدانشهر شاهین شهر در گرمسیر مقر عمده ایشان در حوزه شوشتر و دزفول از جمله شهرک سرداران و در دامنه کوه سالند به ویژه حوزه بخش چنبره از سردشت دزفول است. اکثر افراد این طایفه در استان چهارمحال و بختیاری فرهنگ خودرا نسبت به استان‌های اصفهان و خوزستان بیشتر حفظ کرده‌اند.